# Sibiti flygplats
Sibiti flygplats är en inrikesflygplats vid staden Sibiti i Kongo-Brazzaville. Den ligger i departementet Lékoumou, i den sydvästra delen av landet, 220 km väster om huvudstaden Brazzaville. Sibiti flygplats ligger 574 meter över havet. IATA-koden är SIB och ICAO-koden FCBS. Sibiti flygplats hade 20 starter och landningar med totalt 502 passagerare 2017, men ingen trafik 2018.